# 黄台岗镇
黄台岗镇，是中华人民共和国河南省南阳市宛城区下辖的一个乡镇级行政单位。

## 行政区划
黄台岗镇下辖以下地区：
勾营村、大夫庄村、三十里屯村、黄台岗村、罗庄村、王营村、包营村、闫寨村、尤桥村、田里村、项寨村、高堂村、宋营村、李岗村、唐营村、张典村、竹园村、禹王村、东下河村和西下河村。